# ایستگاه راه‌آهن مشهد
ایستگاه راه‌آهن شهید سید ابراهیم رئیسی مشهد یک ایستگاه راه‌آهن در شهر مشهد، ایران است. ایستگاه اولیه در در ۱۲ اردیبهشت ۱۳۳۶ توسط پهلوی دوم و همسرش، و ایستگاه اصلی در چهارم آبان ۱۳۴۵ توسط نادر باتمانقلیچ (استاندار) گشایش یافت .
ناظر پروژه، غلامرضا کباری (۱۲۹۶-۱۳۹۴)؛ پیمانکار، شرکت ماه‌ساز؛ و معمار آن، حیدر غیایی است که با برداشتی مدرن از کاخ اشکانی هاترا و نماد فروهر، آن را طراحی نمود  این ایستگاه پس از درگذشت سید ابراهیم رئیسی رئیس جمهور سابق ایران به نام ایستگاه راه آهن شهید رئیسی نامیده شد.

## ساختمان ایستگاه راه‌آهن شهید رئیسی مشهد
ایستگاه راه‌آهن مشهد شاخص‌ترین ساختمان متعلق به جریانهای معماری معاصر در مشهد بوده‌است.
ساختمان ایستگاه جدید راه‌آهن به دستور پهلوی دوم توسط معمار ایرانی حیدر غیایی و معمار فرانسوی فرنان پوین طراحی شد. ساخت آن در ۲۵ شهریور ۱۳۳۴ شروع و در ۴ آبان ۱۳۴۵ به بهره‌برداری رسید. ساخت ایستگاه راه‌آهن مشهد در برنامۀ دوم توسعه پیش از انقلاب اسلامی به تصویب رسیده بود. از آنجا که خراسان را سرزمین پارتها و سرزمین اشکانیان می دانستند و مشهد، نزدیکترین شهر بزرگ به شهر پارتن نسا، پایتخت اولیه پارتیان بود، این بنا ضمن رعایت الگوی متعارف ایستگاههای راه آهن جهان،  به شکل بال‌های نماد فروهر و با الهام از معماری اشکانی کاخ های اشکانی هاترا و تیس پون طراحی گردید  و به سرپرستی مرتضی کباری اجرا گردید.

جانمایی احداث ایستگاه راهئاهن مشهد در سال های 1326 و 1333
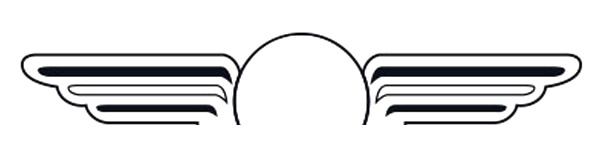
فرم نماد فروهر
ایستگاه راه آهن مشهد در حال ساخت
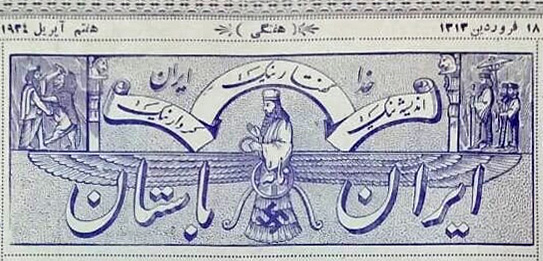
هفته نامه ایران باستان
نمای پیشین
مراسم گشایش مسیر ریلی تهران ↔ مشهد ، در ایستگاه اولیه مشهد
مراسم گشایش مسیر ریلی تهران ↔ مشهد
مراسم گشایش مسیر ریلی تهران ↔ مشهد
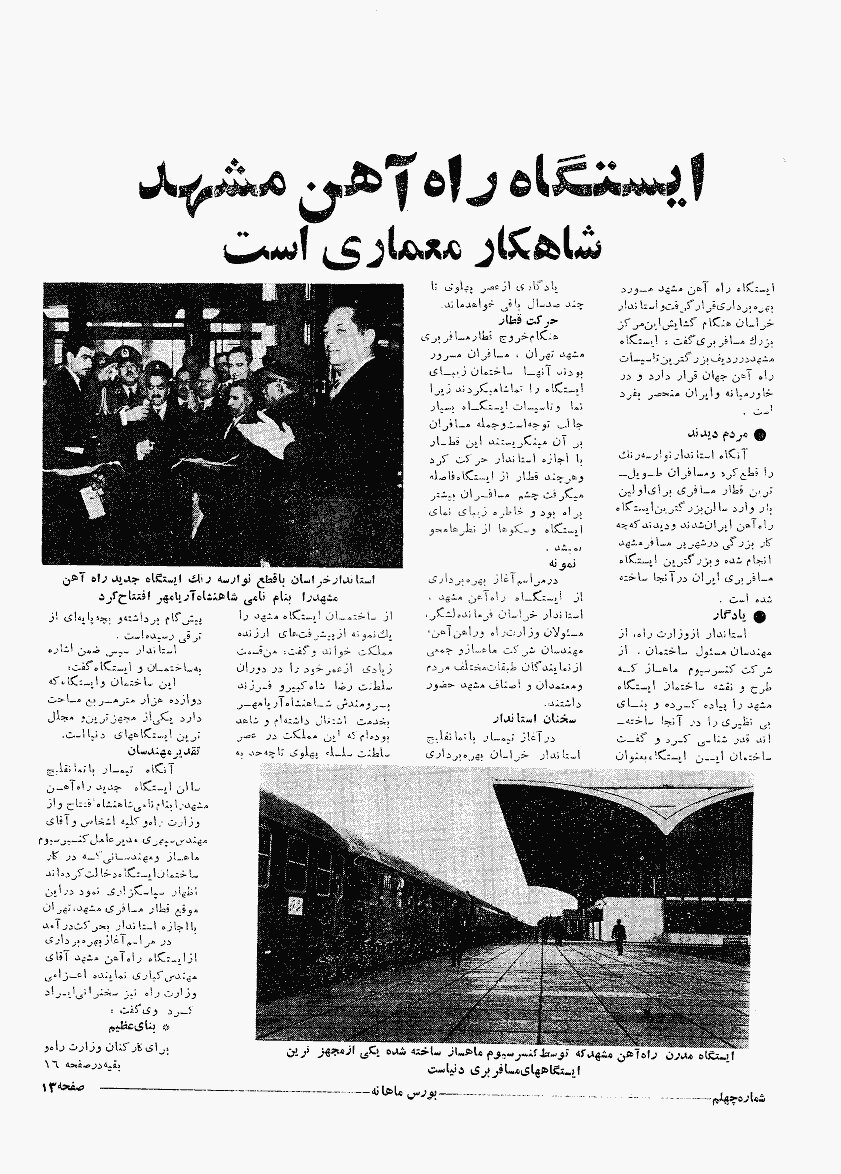
خبر افتتاح ایستگاه
طاهرزاده بهزاد و فردریک تالبرگ با یونیفرم راه آهن
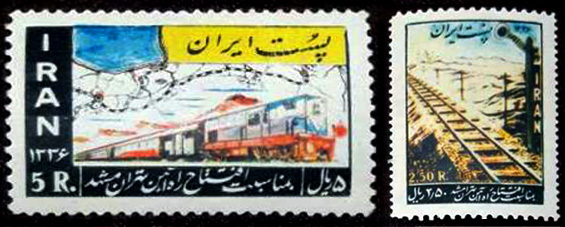
تمبر گشایش راه ریلی تهران ↔ مشهد
حرکت قطار از مشهد - ۱۳۵۵
حرکت قطار از مشهد - ۱۳۵۵
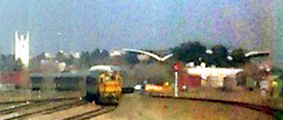
نمای ایستگاه پس از الحاق بخش ایوان و خم بیرونی، به درون

این ایستگاه در فهرست آثار ملی به ثبت رسیده‌است  و در گزارشی که در صفحه اول اکثر روزنامه‌های زمان افتتاح انتشار یافت، گفته شد که ایستگاه راه‌آهن مشهد بزرگ‌ترین ایستگاه راه‌آهن کشور (تا پیش از مطبق نمودن ایستگاه راه‌آهن تهران) است.
این بنا در بدو ورود، با نیمه سقفی معلق و عظیم، به مسافران خوش آمد می‌گوید. سپس با عبور از آرایه‌ای از ستونها، به سالنی با تاقی مرتفع می‌رسد که که بلند مرتبگی سقف آن، عظمتی را در ذهن بیننده ایجاد می‌کند.
سازه (المان) مقابل ایستگاه، متناسب با انحنای تاق سالنی ایستگاه؛ و فرم شاخه‌های تاج آن، مشابه بالهای ساختمان ایستگاه، طراحی شده‌است که بر شکوه فضا بیفزاید.
این ساختار، در خدمت مضمونی کاربردی سفر قرار می‌گیرد و فضایی مطلوب برای انبساط خاطر هر مسافر مضطرب فراهم می‌کند. توالی و ریتم ستونهای سفیدپوش سنگی نمای اصلی، فرم قطار را تداعی می‌کند و سایه روشن مطبوعی را زیر منحنی تیره سقف پدیدمی‌آورد.

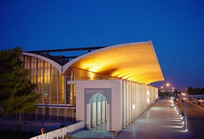
بال خارجی ایستگاه
نمای داخلی
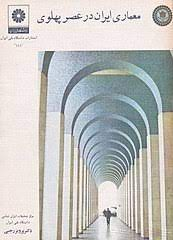
طرح روی جلد کتاب معماری ایران در عصر پهلوی - دکتر پرویز رجبی - ۲۵۳۵ - دانشگاه ملی ایران

در شکل اولیه ایستگاه، سالنهایی در مرکز محوری ایستگاه قرار داشت که علاوه بر کاربری اداری، باعث کاهش افق دید در جانب دیگر ایستگاه و حس عمق بیشتر و احساس عظمتی از امتداد یافتن سقف ایستگاه تا پس از افق دید می شد. این مجموعه فضا و همچنین "ایوان بدرقه" (بالکن ایوان شرقی) ایستگاه، به تدریج به واسطه افزایش مسافر و ازدحام سفرها، برچیده و به فضای سالنی اضافه شدند. (حذف ایوان بدرقه (فضای تونلی و غیر سالنی زیر تاق)، به ماهیت معماری "ایوان اشکانی" بنا و درک آن، آسیب زد).
ایوان و بالکن وسیع فوقانی جنوبی ایستگاه نیز که دیدگاه و بام شهر مشهد بود، به واسطه اشتراک مسیر با قسمت اداری ایستگاه، امروزه دیگر مورد استفاده قرار نمی گیرد و کاربری رستورانی و کافی شاپی خود را از دست داده است.
ایستگاه های ریلی رشت، اینچه برون، و بستان آباد، با الگوبرداری از معماری ایستگاه راه آهن مشهد، بازطراحی شده است. طراحی ایستگاه راه آهن رشت توسط مهندسین مشاور سینام و هانی قدسی انجام یافته و طرح و لحنی جدید از آن را ارائه نموده است. 
همچنین بازار تجاری الماس شرق، بصورت ترکیب فرم هر دو جانب طولی و عرضی ایستگاه، بصورت زیبایی طراحی شده است.

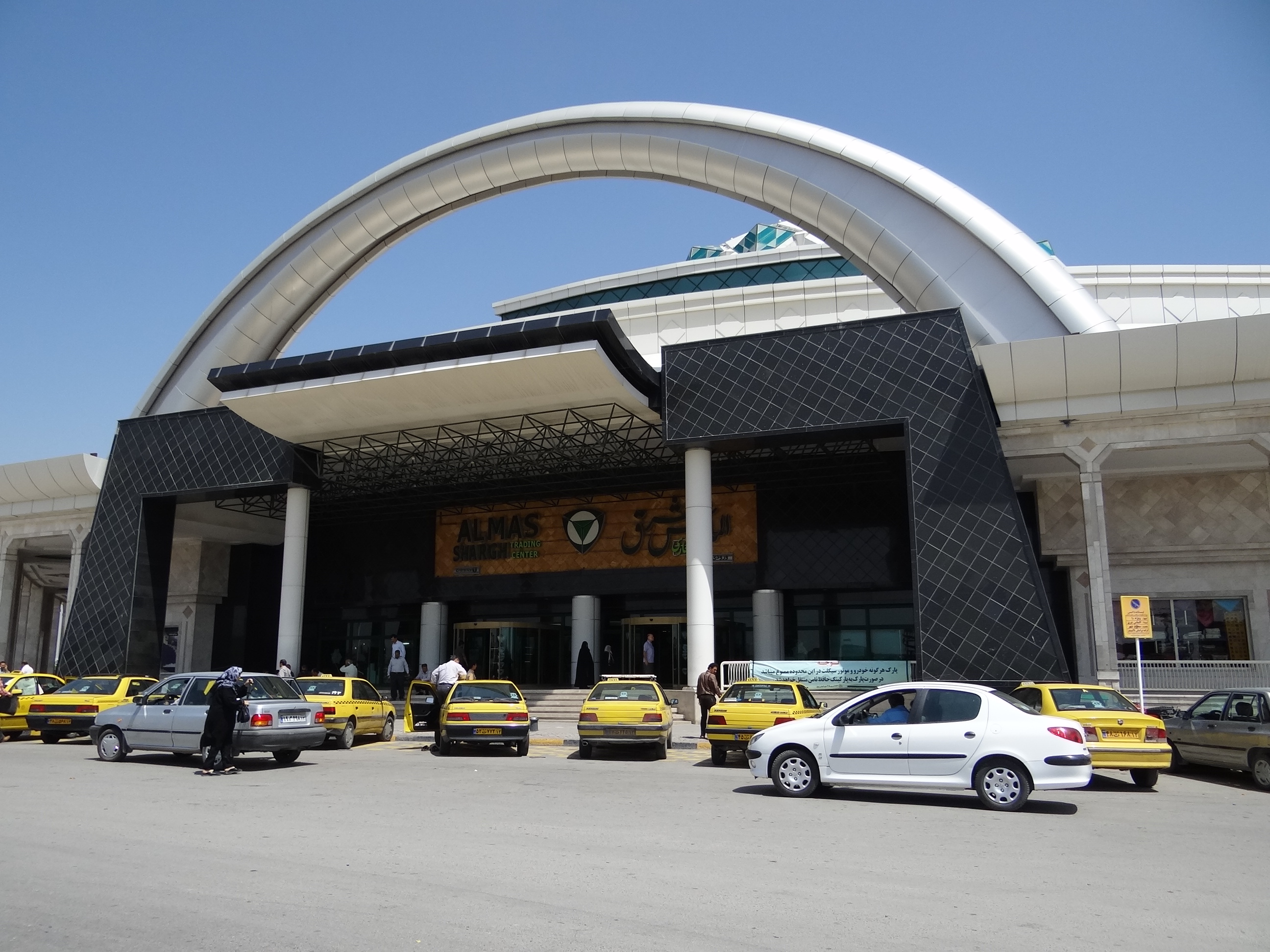
الماس شرق مشهد
مسجد دامغان - الگوبرداری از معماری ایستگاه راه آهن مشهد
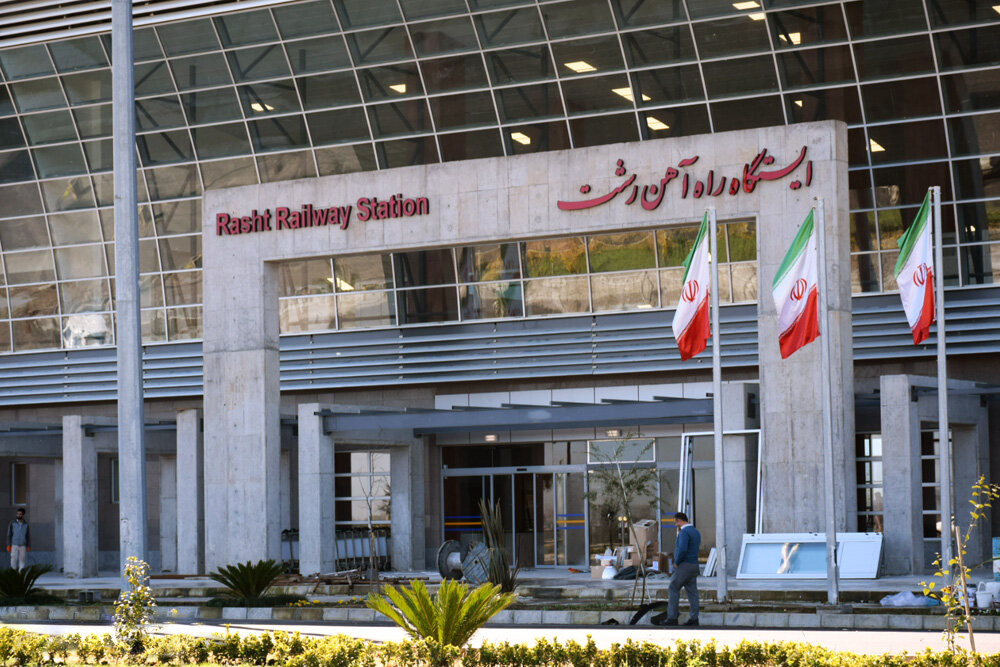
ایستگاه راه آهن رشت

## میدان و بلوار راه‌آهن مشهد

پارک راه آهن

بلوار و میدان راه‌آهن، یکی از دروازه‌های شهر و یکی از سرسبزترین و زیباترین پارکها و تفریحگاه‌های شهر مشهد است.
در زمان کشیدن خط مترو به این میدان، این میدان وضعیت اسفبار و فرسوده ای به خود گرفت. از اینرو موضوع لزوم طبقاتی و تقاطع غیر همسطح شدن این میدان و انتقال ترددهای خودرویی و پارکینگهای آن به زیر زمین، یا انتقال ایستگاه به بلوار مجلسی، و تبدیل مجموعه میدان و بلوار سبز موازی آن، به پلازای شهری و پارک خطی مجدداً مطرح شد.
سرنجام در دوره مدیریت شهری تقی زاده خامسی و در ادامه محمدرضا کلائی، بازطراحی میدان راه‌آهن با هدف بازتعریف و تبدیل آن به فضای عرصه ای شهری (پلازا) و استفاده از پتانسیل ایجاد شده در ارتباط با سطوح زیرین محدوده، در دستور کار مدیریت شهری مشهد قرار گرفت.
گرچه در ایتدا قرار بر این بود که به منظور ایجاد عرصه شهری، مشابه پایانه آزادی، ارتباطات خودرویی بر مبنای تعریف تراز ۱- تجهیز شود، اما این امر صورت نپذیرفت و ساماندهی، بصورت انتقال خدمات خودرویی به جوانب میدان، انجام گرفت. در بازطراحی میدان در سال ۱۳۹۷، گرچه فضای پارکی (چمن و تراکم درختی) حذف شده است، ولی پارکینگ و مسیر تاکسی ها و خودروهای شخصی، به جوانب میدان منتقل شده و قسمت مرکز میدان، از رفت و آمد خودرویی، پاکسازی و آرامش بخشی شد.

## المان میدان راه‌آهن مشهد

عکس هوایی المان میدان راه‌آهن

المان مقابل ایستگاه، مفهوم فضای ایستگاهی را کامل کرده‌است. گنبد این المان، متناسب با انحنای تاق سالنی ایستگاه، و فرم شاخه‌های تاج آن، مشابه بالهای ساختمان ایستگاه، طراحی شده‌است که بر شکوه فضا بیفزاید.
در مورد المان ایستگاه راه‌آهن مشهد پیشتر گفته می‌شد با توجه به نزدیکی مقبره نادرشاه با این محل، این المان از کلاه افشاریان و تاج نادر الگوبرداری شده بود تا به پایتختی مشهد در دوره افشاریان اشاره کند و تندیس‌هایی از مفاخر اشکانیان، افشاریان، و سامانیان نیز توسط حسن ارژنگ‌نژاد در اطراف آن قرار گیرد.
اما امروزه نام «همیشه به سوی او» بر روی آن نهاده شده و و در لوحی که بر پایه آن نصب شده، گفته شده "بنا، نشاندهنده یک مرد و زن ایرانی است که نماد انسانها می باشند. انسانهایی که فضا را درمی نوردند، ولی همواره دست به سوی خداوند بزرگ دارند". طراح این المان، یعقوب دانش دوست می‌باشد.
نزدیک به دو دهه پیش، پایه این المان تغییر زیادی کرد و کاربری تجاری یافت و پس از آن تبدیل به آبشار و آبنما شد. اما در دوره مدیریت تقی‌زاده خامسی بر شهرداری مشهد، طرح احیا میدان راه‌آهن با هدف بازتعریف عرصه عمومی، اجرا شد و پایه المان، مجدداً به شکل اولیه بازگشت و کاربری آن، گالری و نمایشگاه آثار هنری تعریف شد. در کتابی که رُلُف بِنی (Roloff Beny)، عکاس مشهور از ایران تهیه کرده‌است، تصویر المان میدان راه‌آهن مشهد، در شکل اولیه، چاپ شده‌است. مزیتی که بازپیرایی سال ۹۷ دارد، این است که اطراف المان، باز است و جزئیات آن، با درختان فراوان طرح قدیم، پوشانده (ماسکه) نشده است.

دیدگاه (View) ایستگاه راه‌آهن مشهد از امتداد بلوار کوهسنگی
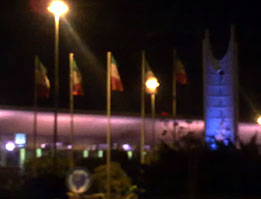
اِلِمان
کلاه افشاریان
المان میدان راه‌آهن
الگوبرداری از المان میدان راه آهن در میدان مرکزی شهر بجستان

## جابجایش ریلی خودرو

فاصله هزار کیلومتری مشهد از شهرهای بزرگ

از آنجا که به‌صورت تقریبی، منطقه خراسان در دایره ای به شعاع حدود 1000 کیلومتر ، در محاصره کمربندی از کویرها یا بیابان ها قرار گرفته است {اعم از کویرهای داخلی (همچون کویر سبزوار و تگ عمرانی گناباد) و کویرهای خارجی (همچون دشت لوت و کویرهای چندگانه دشت نمک)}، رانندگی بیابانی و کویری به مشهد، باعث خستگی و خطرات فراوانی برای مسافران جاده ای و سرنشینان خودرویی شده و میشود. 
ازینرو جهت کاهش تلفات و صدمات جاده ای ، امکان جابجایی خودروهای شخصی افراد به مشهد و بالعکس توسط راه ریلی فراهم شده  تا گردشگران و زائرین، بدون نیاز به رانندگی های طولانی و طاقت فرسا در بیابان و کویرهای گرداگرد خراسان بزرگ ، بتوانند مسافت کویری مذکور را صرفه جویی جانی و مالی نموده و خودروی خود را در سفر ریلی ، همراه داشته باشند و در مقصد ، گردشگری خود را توسط آن ادامه مسیر دهند .
در حال حاضر این جابجایش ریلی خودرو ، صرفا بین شهرهای مرکز ناحیه (نواحی شبکه ریلی کشور) امکانپذیر است. جابجایش ریلی خودرو بین مشهد و مراکز ریلراهی یزد، گرگان، همدان، رشت، تبریز، و کرمان به صورت مستقیم هنوز برقرار نشده است و قطار حامل خودرو، ابتدا به تهران منتقل شده و سپس به شهر مربوطه انتقال داده می شود. 
در جدول زیر هزینه جابجایش بین مشهد و چند مرکز ریلی برای نوروز ۱۴۰۳ آورده شده است: 
| شهرها            | هزینه (تومان) |
| ---------------- | ------------- |
| تهران ↔ مشهد     | ۷۴۵,۹۰۰ Ť     |
| شیراز ↔ مشهد     | ۱,۰۶۸,۱۵۰ Ť   |
| بندر عباس ↔ مشهد | ۱,۰۴۳,۵۵۰ Ť   |
| اهواز ↔ مشهد     | ۱,۱۴۳۶,۵۰۰ Ť  |

محل دریافت خودرو ، انبار توشه (ایستگاه اولیه راهئآهن مشهد) است.

## توربو ترن
افزایش فزاینده و بیش از پیش سرعت قطارها و پیدایش قطارهای سریع، از آن رو که تشریفات و هزینه سوخت و استهلاک قطار به مراتب کمتر از مدت زمان تشریفات و هزینه سوخت و نگهداری هواپیما است، باعث می شود در مسافت های حدود هزار کیلومتر، جابجاگری قطار جایگزین جابجایش با هواپیما شود و ترافیک پروازی کاهش یابد.
در سال ۱۳۵۴ و در آستانه پنجاهمین سال بنیانگذاری دودمان پهلوی (۲۵۳۵ شاهنشاهی)، مقرر گردید که ریلراه تهران↔مشهد بصورت قطار های تندرو و گلوله‌ای Shinkansen-type line (شینکانسن新幹線 ژاپن و TGV فرانسه) دو لاینی رفت-آمدی اجرا گردد

در نخستین گام از این چشمنداز، کاهش فوری و چشمگیر زمان سفر به مشهد با خرید چهار قطار توربویی پنج واگنه RTG ازANF-Frangeco فرانسه امکان پذیر شد. توربو ترن (Turbo Train) قطاری با با موتور توربینی و سرعت زیاد بودند که که در سال ۱۹۶۷ در خطوط ریل‌راهی بین شهری فرانسه بکار گرفته شدند و زمینه را برای ایجاد سامانه قطار تندرو فرانسه (Train à Grand Vitesse) ایجاد کردند. چهار دستگاه RTG کلاس T 2000 (نوع متناسب با سیستم ریلی ایران) با سرعت 160 km/h توسط راه‌آهن ایران از فرانسه خریداری شد و در سال ۱۳۵۵ (۲۵۳۵ شاهنشاهی) در مسیر تهران-مشهد مورد بهره‌برداری قرار گرفت.

توربوترن‌های ایران، نخستین قطارهای مسافری سریع-سیر ایران بودند که دو مزیت بزرگ ارائه میدادند: کاهش چشمگیر زمان سفر تهران-مشهد، از بیش از 16 ساعت، به حدود 8 ساعت و 30 دقیقه. و دوم نوع سفرهای درجه یک مجلل آن، با سرویس ناهار و نوشیدنی های سبک در صندلی، که در قطارهای دیگر قابل دسترسی نبود. خدمات توسط مهمانداران آموزش دیده با لباس های شیک آبی و با دانش حداقل یک زبان خارجی انجام می شد. این قطارهای شیک و مجهز، گرچه کوپه ای نبودند، اما مسافران به واسطه پذیرائی خوب، مهمانداران حرفه ای، و محیط دلپذیر دورهمی، فاصله تهران تا مشهد را ۸ ساعته و بدون خستگی طی می‌کردند

.

قطار توربو (توربو ترن) تهران↔مشهد
مهمانداران بانو قطارهای توربو تهران↔مشهد

برای اینکه قطارها با سرعت 120 کیلومتر در ساعت کار کنند، لازم بود یک برنامه سریع ارتقاء مسیر و انجام برخی اصلاحات جزئی انجام شود. کار یکپارچه‌سازی، بالاست‌سازی مجدد، ترازبندی مجدد، محصور کردن مسیر در برخی از بخش‌ها، برخی از نوسازی مجدد، و ساخت جاده خدماتی، توسط شرکت فرانسوی Secmafer در مدت سه ماه انجام شد.

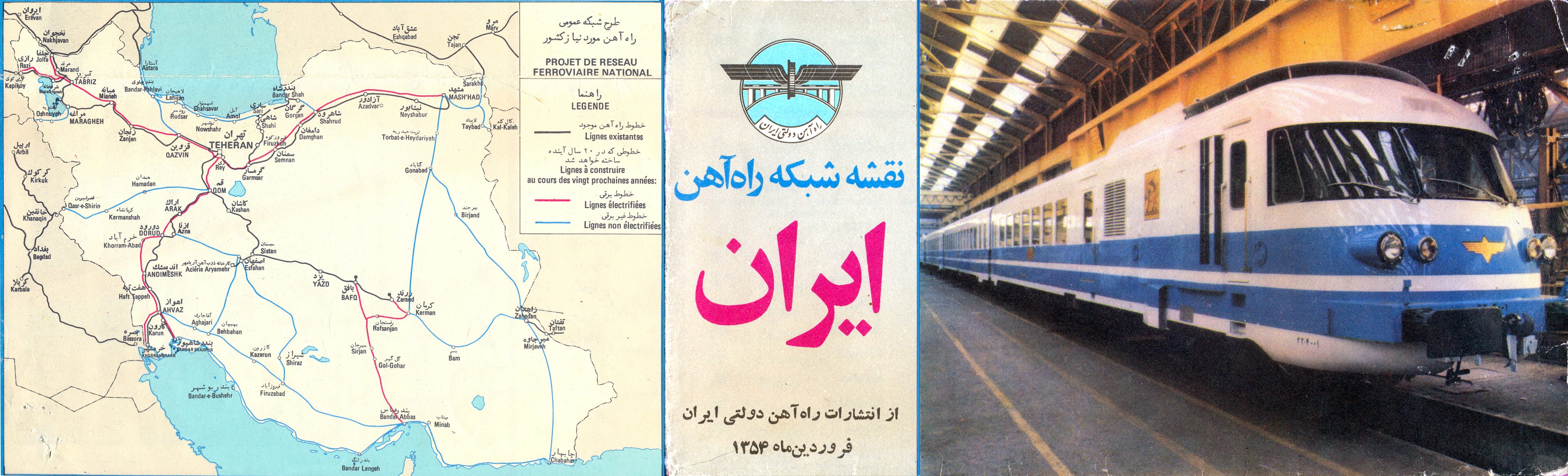
نقشه شبکه راههای ریلی برقی و غیر برقی ایران - فروردین ۱۳۵۴ (تا ۱۳۷۴)، تصویر یکی از توربو ترن های مسیر تهران↔مشهد، و لوگوی جدید راه آهن دولتی ایران

## خط ریلی از نوع شینکانسن و قطار برقی
پس از راه اندازی قطارهای تندرو توربو (نوربو ترن) در مسیر ریلی تهران↔مشهد در سال ۱۳۵۵ ه.خ. دولت ایران به دنبال کاهش زمان سفر، از هشت ساعت به چهار ساعت بود. ازینرو به مطالعه مسیر دومی مطابق با استانداردهای شینکانسن بین دو شهر پرداخت.  این مطالعه توسط تیم مشاور ژاپنی راه آهن ملی ژاپن JNR 日本国有鉄道 انجام شد.
گرچه توربوترن‌ها سرعت قبلی 80 کیلومتر در ساعت را به استانداردهای 160 کیلومتری رسانده بودند، اما هنوز پیچ های زیادی وجود داشت که سرعت در آنها باید به 90 کیلومتر در ساعت محدود می شد. ازینرو پیشنهادات اولیه ژاپنی ها، ارائه تعدادی مسیر قطع با مسیر دوم بود که به طور موثر فاصله راه آهن بین دو شهر را حدود 130 کیلومتر کاهش می داد.  این تمهید، حذف گردنه ریلی بین مشهد و نیشابور (ناشی از کوهستان بینالود) بود
. ازینرو و جهت جلوگیری از تخریب محیط زیست جانوری و گیاهیِ دوطرف این رشته کوه و روستاهای پیرامون (توسط فعالیتهای انسانی) مقرر گردید که این مسیر، بصورت تونل اختصاصی ریلی در دل کوهستان بینالود انجام شود. این تونل، از حاشیه کوهسنگی (در محل فعلی مجتع آیه ها) شروع  شده و در بوژان نیشابور ، از کوه بیرون آمده و ازآن پس تا تهران به موازات خط قدیم ادامه می یافت. ارتباط بین ایستگاه راه آهن کوهسنگی با ایستگاه فعلی راه آهن نیز توسط مسیری تونلی که  از زیر خیابان دانشگاه (خط ۲ قطار شهری فعلی) عبور می یافت،  انجام می پذیرفت. این مسیر جهت قطارهای مسافری و به صورت برقی بود و طبق برنامه ریزی، پروژه از تابستان سال ۱۳۵۸ شروع شده و تا پایان سال ۱۳۶۰ (۲۵۴۰ شاهنشاهی) به بهره برداری می رسید.

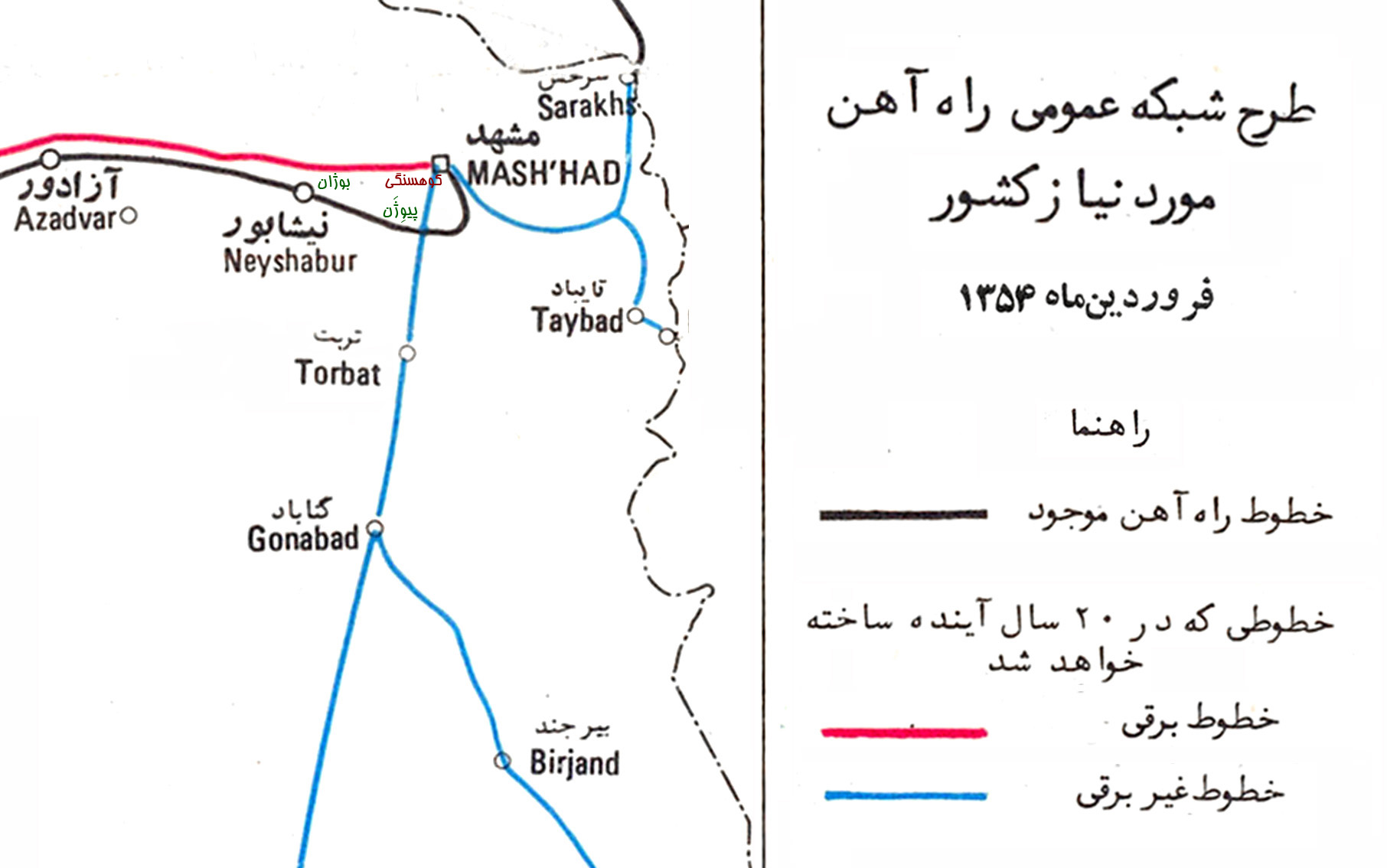
نقشه شبکه راههای ریلی خراسان - فروردین ۱۳۵۴ (تا ۱۳۷۴)

## تکمیل شبکه ریلی خراسان بزرگ و برونمرزی

مسیر ریلی پیشنهادی مشهد-کابل-راولپندی-دهلی (که وابسته به هماهنگی و شرایط چهار کشور منطقه دربر بود)

جهت ارتباط ریلی بین مشهد و   شهرهای جنوبی خراسان بزرگ، با توجه به کاربری باری و ترانزیتی این مسیر و نیز کوهستانی بودن آن ، نیاز بود تا از کِشنده (لوکوموتیو)های دیزل استفاده گردد تا قدرت جابجایی کالاهای سنگین را داشته باشند. ازینرو این مسیرها ، بصورت غیربرقی طراحی گردید. این مسیر ریلی، کریدوری از کوهسنگی به پیوِژَن بود و از آنجا ، منطبق با راه ریلی موجود کنونی، به ایستگاه تربت رفته و سپس از گناباد، به دو شاخه تقسیم می گشت که یکی به کرمان و بندر عباس و دیگری به بیرجند و نهبندان ادامه می یافت.
راه های ریلی برونمرزی (با شوروی سابق و افغانستان) نیز به دلیل حمل کالاهای سنگین و ترانزیتتی بودن مسیر ، نیازمند کشنده های قدرتی دیزل بود و غیر برقی طراحی گردید. ایران قصد داشت از مشهد یک انشعاب ریلی به مرز افغانستان ببرد و سپس، به افغانستان برای طراحی و ساخت یک خط ریلی کمک کند تا ارتباط مستقیم با کابل برقرار شود. این کار مقدمه برقراری راه ریلی ایران با کابل، راولپندی، و دهلی بود
 .

## پایانه دوم ایستگاه راه‌آهن شهید رئیسی مشهد

مجله بین مللی راه آهن - آگوست 1975

در شهرهای بزرگ، گاه چندین ایستگاه و پورت ریلی وجود دارد و هر یک، مسئولیت خطوط و مسیرهای معینی را بر عهده می گیرند تا از تراکم و درهمپیچیدگی خطوط، کاسته شود. به عنوان مثال، شهر شانگهای چین، دارای چهار پورت و پایانه ریلی بزرگ است. همچنین در شهرهايي که ترافيک مسافري زيادي دارند، در کنار ايستگاه اصلي راه آهن، در نقاط مختلف شهر نیز چندين ايستگاه کمکی ساخته می شود که اين ايستگاهها، با ایستگاه مرکزی و با يکديگر متصل هستند. ساخت چند ايسنگاه پايانه در چند جاي شهر، موجب ميشود که ايستگاه اصلي شهر، کمتر درگير مسافرين شده و بيشتر به کارهاي مديريتي، فني و برنامه ريزي بپردازد، ضمن اینکه ترافيک خيابان هایي که در زمان ساخت ایستگاه اولیه، در حاشیه بودند و امروزه در هسته مرکزی و پر ازدحام شهر قرار گرفته اند، نيز کاهش مي يابد و دسترسي جمعیت به خيابانهاي حاشیه ای تر، باعث کاهش گره های ترافیکی هسته مرکزی شهر و افزايش امکانات بهره برداري مسافران از تاکسي ، اتوبوس و مترو، و پارک کنار خيابانها می شود.
در مورد ایستگاه فعلی راه‌آهن مشهد، با توجه به ظرفیت محدود، این ایستگاه حداکثر تا پایان برنامه پنجم توسعه ، پاسخ گوی نیاز مسافران است.
با توجه به حجم بالای ترددها به مشهد مقدس و ترافیک سنگین جابجایی از طریق شبکه ریلی به پایتخت معنوی ایران، و همچنین دورنمای برقی شدن قطار تهران-مشهد و احداث راه‌آهن مشهد-گرگان، از سال ۸۷ ضرورت ایجاد ایستگاه دوم راه‌آهن مشهد توسط مسئولان و مقامات استانی مورد تأکید قرار گرفته بود. همچنین مصوبات کارگروه ملی زیارت و هیئت دولت، احداث یک ترمینال دیگر در ایستگاه مشهد را لازم دانسته است. در مورد مکان سنجی این پروژه ، روبروی ایستگاه فعلی در بلوار مجلسی، روبروی شهرک طرق جنب فرودگاه شهید هاشمی نژاد، و جنب ایستگاه فعلی، به عنوان گزینه های جانمایی این ایستگاه ذکر شده اند. مطالعات تکمیلی در حال انجام است و به محض پایان مطالعات و بعد از تخصیص اعتبار عملیات اجرایی آن آغاز خواهد شد.

## مسیرهای دسترسی

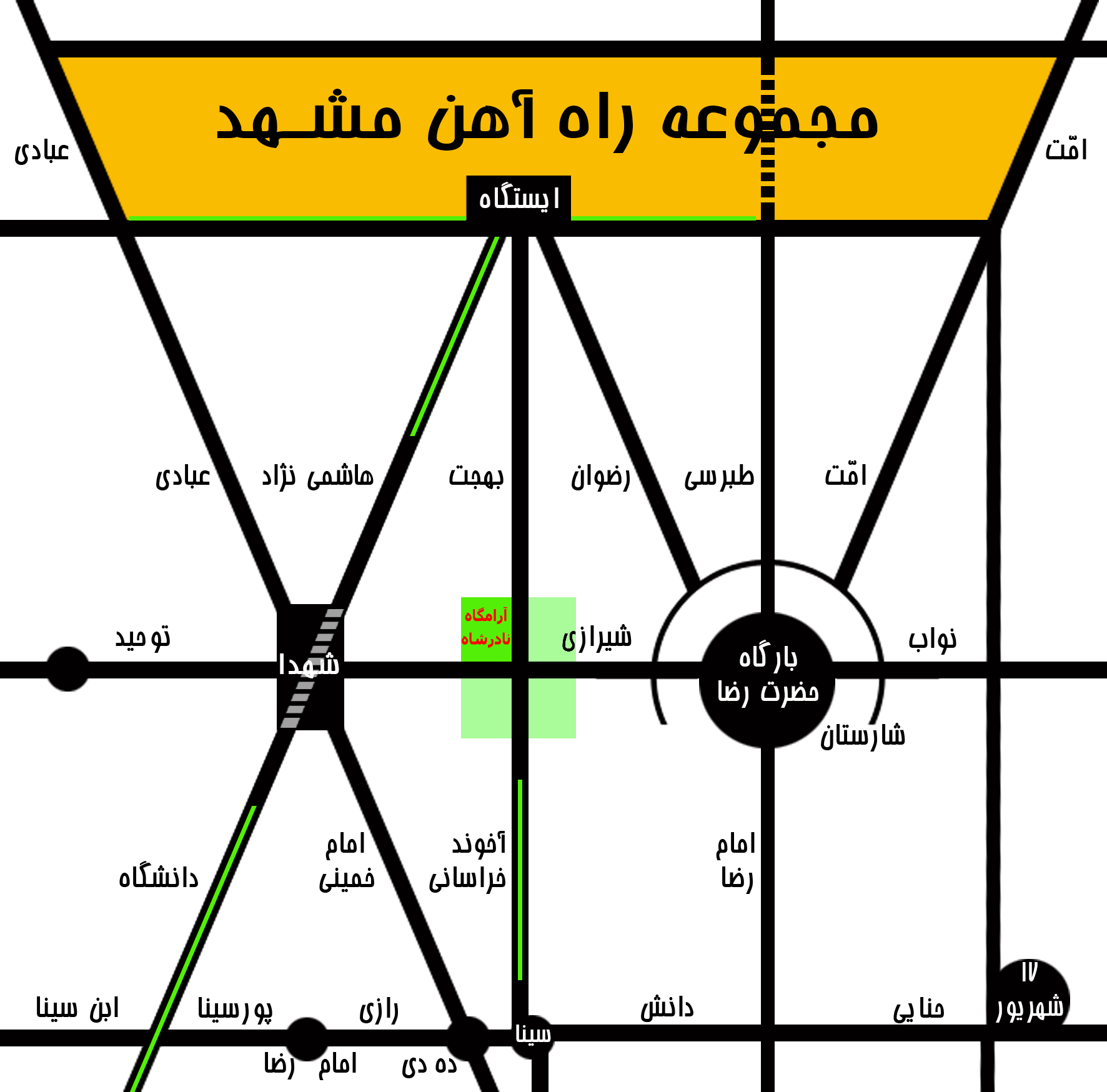
نقشه شماتیک از مسیرهای دسترسی به ایستگاه راه آهن شهید رئیسی مشهد

خیابانهای سه گانه روبه‌ روی ایستگاه راه آهن مشهد
منتهی به کوهسنگی، بیمارستان سینا، آرامگاه علی ابن موسی الرضا

پنج خیابان متقاطع با میدان راه آهن، عبارتند از:
- بلوار راه‌آهن (کاوه سابق و کامیاب فعلی): بلوار سرسبزی که بصورت پارکی خطی، در امتداد مجموعه راهئاهن است
- خیابان هاشمی نژاد (پیشین: فوزیه)، با فروشگاههای کفش های ملّی و بلّا در آغاز و پارک کوهسنگی در پایان
- خیابان بهجت (پیشین: خیابان بیمارستان، شاه رضا، آزادی) منتهی به بیمارستان سینا و ساختمان پست مرکزی
- بلوار رضوان (پیشین: بیهقی) منتهی به حرم رضوی

دگر خیابان ها و بلوارهای پیرامونی مجموعه راه آهن مشهد عبارتند از:
- خیابان عبادی (پیشین: جاده کلات، پهلوی، خواجه ربیع)
- بلوار امّت
- بلوار مجلسی

خیابان طبرسی به صورت زیرگذر، از زیر مجموعه راه آهن عبور می کند.

## پل سلام
جهت «سلام به حضرت» مسافرین ریلی، جانمایی مجموعه راه آهن مشهد به گونه ای انجام پذیرفت که با یکی از خیابانهای چهارگانه منتهی به حرم امام رضا، تقاطع داشته باشد تا زائرین و مسافرین ریلی، دیدگاهی به این بارگاه داشته باشند. این تقاطع غیرهمسطح، به عنوان "پل سلام" شناخته می شود.
پس از انقلاب، نام ایستگاه نادرشاه (اولین ایستگاه پس از ایستگاه راه آهن مشهد)، به "ایستگاه سلام" تغییر نام یافت.

پل سلام (دیدگاه حرم امام رضا برای مسافرین قطارهای ورودی به مشهد
پل سلام (طبرسی) و دیدگاه حرم امام رضا در شب

## توسعه و افزایش ظرفیت

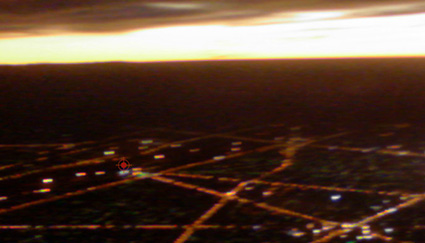
راه آهن شهید رئیسی مشهد در سپیده دم

در حال حاضر، طرح جامع توسعه و افزایش ظرفیت ایستگاه مشهد در حال پیگیری و برنامه‌ریزی است. این طرح شامل احداث و افزایش خط ها و سکو های قبول و اعزام، توسعه کارخانجات تعمیرات واگن‌های مسافری، ملزومات مورد نیاز در ایستگاه، و همچنین طراحی و احداث ترمینال شماره دو است.

در ايستگاههای راه آهن طبقاتی ، خطوط راه آهن، در دو طبقه ساخته مي شود و بناي ايستگاه، به گونه اي است که براي هر طبقه، دسترسي جداگانه سکوي مسافر، فراهم می شود. 
همچنین گونه ديگر ايستگاههاي طبقاتی نيز وجود دارد که در آن، ساختمان مسافر، بر روي فضاي بالاي خطوط ايستگاه بنا می شود. مدیرکل راه‌آهن خراسان رضوی در شهریور ۱۳۹۸ بیان داشت که زیرزمین ایستگاه راه‌آهن مشهد نیز، سالن ترانزیت خواهد شد.

## خطوط راه‌آهن منشعب
- خط راه‌آهن تهران-مشهد
- خط راه‌آهن مشهد-بافق-کرمان
- خط راه‌آهن مشهد-سرخس-آسیای میانه (شوروی سابق)

خطوط دردست اجرا یا در بررسی:
- خط راه‌آهن مشهد-گرگان
- خط راه‌آهن مشهد-چابهار
- خط راه‌آهن مشهد-هرات (افغانستان)